# Mike Dolezal
Mike Dolezal (* 11. Juli 1976 in Weißwasser, DDR) ist ein ehemaliger deutscher Eishockeyspieler, der unter anderem vier Spiele für die Füchse Sachsen in der Deutschen Eishockey Liga (DEL) absolviert, den Großteil seiner Karriere aber in der zweit- und dritthöchsten deutschen Spielklasse verbracht hat.

## Karriere
Mike Dolezal begann mit dem Eishockeyspielen beim ES Weißwasser. Während er ab 1993 hauptsächlich für dessen U20-Mannschaft er in der Junioren-Bundesliga spielte, kam er in der Saison 1994/95 auch zu ersten Einsätzen für das Profiteam in der Deutschen Eishockey Liga (DEL). Im Jahr 1996 verließ er seinen Heimatverein und schloss sich dem Drittligisten Braunlager EHC/Harz an, mit dem er in der Saison 1996/97 in die zweitklassige 1. Liga aufstieg. Zur Saison 1999/2000 wurde er vom Ligakonkurrenten Iserlohner EC verpflichtet, konnte sich dort aber nicht durchsetzen, sodass sein Vertrag schon nach wenigen Spielen wieder aufgelöst wurde. Der Flügelstürmer wechselte zum EV Duisburg in die Oberliga, mit dem er im Jahr 2001 den Aufstieg in die 2. Bundesliga feierte.
Dolezal blieb in der Oberliga und spielte für ein Jahr bei den Dresdner Eislöwen, bevor er 2002 zu den Straubing Tigers kam. Wieder währte der Abschnitt in der Zweitklassigkeit nur kurz. Nach einer Saison bei den Tigers und einer halben Spielzeit bei den Bietigheim Steelers kehrte er im Januar 2004 nach Dresden in die Oberliga zurück. Mit den Eislöwen wurde er in der Saison 2004/05 Oberliga-Meister und stieg in die 2. Bundesliga auf.
Anschließend wechselte Dolezal zum EV Ravensburg, wo er in den folgenden Jahren heimisch wurde. Mit dem Klub feierte er im Jahr 2007 seinen persönlich vierten Zweitliga-Aufstieg. Bei den „Towerstars“ war er auch Kapitän der Mannschaft. Als er im Jahr 2009 ein Studium aufnahm, entschied er sich seine Karriere im unterklassigen Bereich ausklingen zu lassen. So spielte er in der Region noch für den ECDC Memmingen, EV Lindau und HC Landsberg in der Bayernliga sowie den VfE Ulm/Neu-Ulm in der Landesliga, ehe er im Jahr 2018 seine Karriere beendete.

## Erfolge und Auszeichnungen
- 1997 Aufstieg in die 1. Liga mit dem Braunlager EHC/Harz
- 2001 Aufstieg in die 2. Bundesliga mit dem EV Duisburg
- 2005 Meister der Oberliga und Aufstieg in die 2. Bundesliga mit den Dresdner Eislöwen
- 2007 Aufstieg in die 2. Bundesliga mit dem EV Ravensburg
- 2007 Teilnahme am ESBG-Allstar-Game

## Karrierestatistik
(Legende zur Spielerstatistik: Sp oder GP = absolvierte Spiele; T oder G = erzielte Tore; V oder A = erzielte Assists; Pkt oder Pts = erzielte Scorerpunkte; SM oder PIM = erhaltene Strafminuten; +/− = Plus/Minus-Bilanz; PP = erzielte Überzahltore; SH = erzielte Unterzahltore; GW = erzielte Siegtore; 1 Play-downs/Relegation; Kursiv: Statistik nicht vollständig)